# Ампаті (Ґіфу)

35°20′8″ пн. ш. 136°39′56″ сх. д. / 35.33556° пн. ш. 136.66556° сх. д.
Ампа́ті (яп. 安八町, あんぱちちょう, МФА: [ampat͡ɕi̥ t͡ɕoː]) — містечко в Японії, в повіті Ампаті префектури Ґіфу. Станом на 1 квітня 2009 площа містечка становила 18,19 км². Станом на 1 липня 2011 населення містечка становило 15 286 осіб.